# Kinixys
Kinixys es un género de tortugas de la familia Testudinidae que incluye diversas especies africanas conocidas como las tortugas con bisagra. 

## Especies
- Kinixys belliana (Tortuga semidesértica)
- Kinixys homeana (Tortuga angular)
- Kinixys erosa (Tortuga erosionada)
- Kinixys natalensis (Tortuga de Natal)
- Kinixys lobatsiana (Tortuga de Lobatse)
- Kinixys spekii (Tortuga de Speke)